# Классическая культура Веракрус
Классическая культура Веракрус, или Классическая культура побережья Мексиканского залива — культурная область в северной и центральной части современного мексиканского штата Веракрус, где существовала индейская культура примерно с I по XI в. н. э. По месоамериканской хронологии культура относилась к классической эре. Иногда ошибочно именуется тотонакской культурой.
Центром культуры был Эль-Тахин; среди прочих поселений выделялись Игерас (Higueras), Сапоталь, Серро-де-лас-Месас, Нопилоа и Ремохадас (последние были двумя важными центрами производства керамики). Культура Веракрус распространялась вдоль побережья Мексиканского залива между реками Пануко на севере и Папалоапан на юге.
Отличительные черты культуры Веракрус были описаны учёным российского происхождения, Т. А. Проскуряковой. 

## Характеристика
Основной темой искусства культуры Веракрус является человеческое жертвоприношение, в частности, в контексте местной игры в мяч. Характерным элементом являются спиралевидные завитки, представленные как на монументальной архитектуре, так и на малых изделиях, в том числе керамике и даже на резьбе по кости. Как минимум один исследователь предположил, что головы и другие фигуры, образованные завитками, представляют собой форму пиктографической письменности культуры Веракрус. Подобный стиль завитков мог развиться из изображений в Чьяпа-де-Корсо и Каминальхуйу.
Кроме завитков, архитектура покрыта множеством других орнаментов, подобных представленным на Пирамиде ниш в Эль-Тахине. Орнаменты представляют собой резкий контраст света и тени.
Хотя на культуру Веракрус оказали заметное влияние Теотиуакан и майя, ни одна из указанных двух культур не является её прямым предшественником. Вероятно, по крайней мере отчасти предшественниками культуры Веракрус были некоторые центры эпиольмекской культуры, например, Серро-де-лас-Месас и Ла-Мохарра.
Иногда классическую культуру Веракрус ошибочно ассоциируют с тотонаками, которые занимали данную территорию во время конкисты. Тем не менее, как отмечают Майкл Коу и Кюблер, свидетельств того, что тотонаки действительно имели отношение к данной культуре, пока не обнаружено. Название «тотонакская культура» по данной причине следует считать ошибочным.

## Социальная организация
На социальное расслоение, наличие элиты и ремесленную специализацию общества Веракрус указывают погребения, монументальные скульптуры, резные рельефы и распространение архитектуры в региональных центрах. Наследственные правители управляли региональными центрами малого и среднего размеров, не превышавшими по площади 2000 км², и осуществляли своё правление путём политического и религиозного контроля над далеко идущими торговыми сетями, а также поддерживали свою легитимность путём таких традиционных для Месоамерики обрядов, как кровопускание, человеческие жертвы, войны и использование экзотических товаров. Большинство населения жило в изолированных крестьянских усадьбах или поселениях.
Подобно предшествующим ольмекам и эпиольмекам, культура Веракрус была основана на подсечно-огневом земледелии переложного типа. Основным видом питания была кукуруза, а дополнительными — домашние собаки, дикие олени и другие животные, а также рыба и моллюски. Важной посевной культурой также был хлопок.
Классическая культура Веракрус почитала многих месоамериканских богов, в частности, бога смерти (особенно важную роль он играл в Эль-Тахине; его часто ассоциируют с ацтекским богом Миктлантекутли) и монстра земли (по-видимому, унаследованного от ольмеков).

## Игра в мяч
По-видимому, игра в мяч получила в культуре Веракрус широкое распространение. В каждом из культурных центров данной культуры имелось хотя бы одно поле для игры в мяч, а в Эль-Тахине их было обнаружено 18. Именно в культуре Веракрус послеклассической эры игра достигла своего расцвета.
Ритуалы игры в мяч широко представлены в монументальном искусстве Веракрус. Стены крупнейшего стадионов для игры в мяч, Южного Стадиона в Эль-Тахине, покрыты резными настенными изображениями, где представлены сюжеты человеческого жертвоприношения в контексте игры. Наиболее драматичным является сюжет, где бог дождя прокалывает свой пенис (акт ритуального кровопускания) и наполняет кровью из него ритуальный бак с одурманивающим напитком пульке, который, по-видимому, выпивали по окончании игры, после ритуала жертвоприношений.
Характерным для культуры Веракрус является использование специфического каменного инвентаря для игры в мяч: «ярмо» (или «хомут»), «свечей» (исп. hachas) и «пальм» (palmas). «Ярмо» представляло собой U-образный камень, который надевался на талию игрока, а «свечи» и «пальмы» насаживались на него. Археологи предполагают, что подобные каменные пояса не использовались в игре, а являлись ритуальными изображениями, тогда как игровое «ярмо» изготавливалось из кожи или ткани. По причине недолговечности этих материалов в раскопках подобные предметы не были обнаружены. Существовала и местная специфика использования инвентаря: «хомуты» и «свечи» обнаружены в раскопках от Теотиуакана до Гватемалы, а «пальма» встречалась на территории современного штата Веракрус.

## Керамика
До начала 1950-х гг. имелись лишь немногочисленные образцы керамики Веракрус, обычно с неясным местом происхождения. С тех пор были открыты тысячи фигурок и фрагментов керамики на таких археологических памятниках, как Ремохадас, Лос-Серрос, Дича-Туэрта и Тененешпан (некоторые — «чёрными археологами»). Они попали в многочисленные музейные экспозиции и помогли расширить современное представление о данной культуре.
Фигурки в стиле Ремохадас — возможно, наиболее характерные для данной культуры — обычно изготавливались вручную и украшались накладным орнаментом. Особенно следует отметить фигурки с улыбающимися лицами (Sonrientes) с треугольными головами и вытянутыми ушами. Фигурки в стиле нопилоа обычно хуже украшены, без накладного орнамента, нередко изготавливались путём отливки.
К культуре Веракрус относятся несколько из известных месоамериканских фигурок с колёсами (колесо было нехарактерным для месоамериканских культур). Кроме того, культура Веракрус использовала для окраски битум.